# 波德戈里亞鄉
45°26′0″N 27°1′26″E / 45.43333°N 27.02389°E
波德戈里亞鄉（羅馬尼亞語：Comuna Podgoria, Buzău），是羅馬尼亞的鄉份，位於該國東南部，由布澤烏縣負責管轄，面積52平方公里，海拔高度227米，2007年人口3,269，人口密度每平方公里63人。